# Vitorchiano
Vitorchiano è un comune italiano di 5 232 abitanti della provincia di Viterbo nel Lazio.

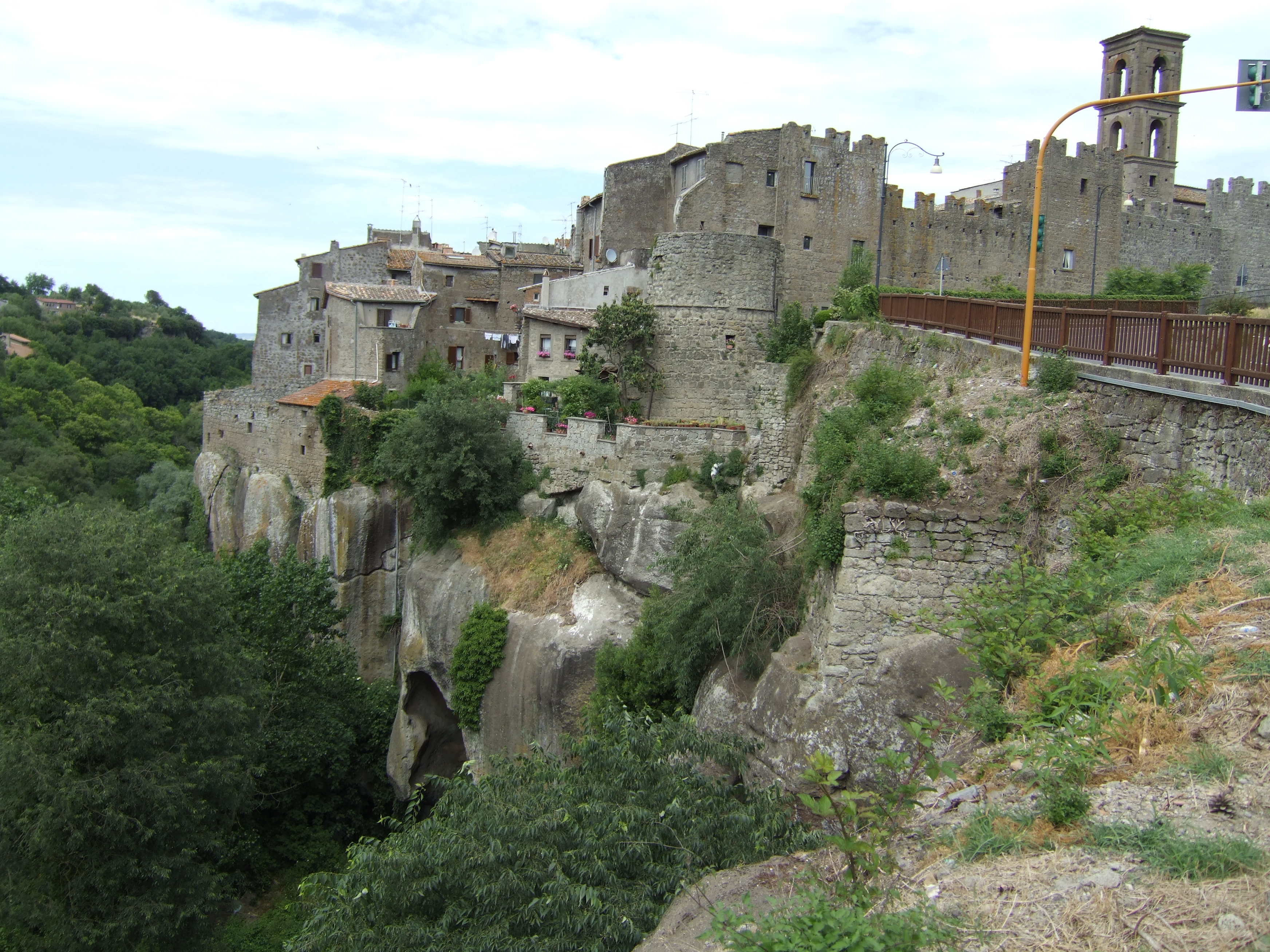
Veduta di Vitorchiano

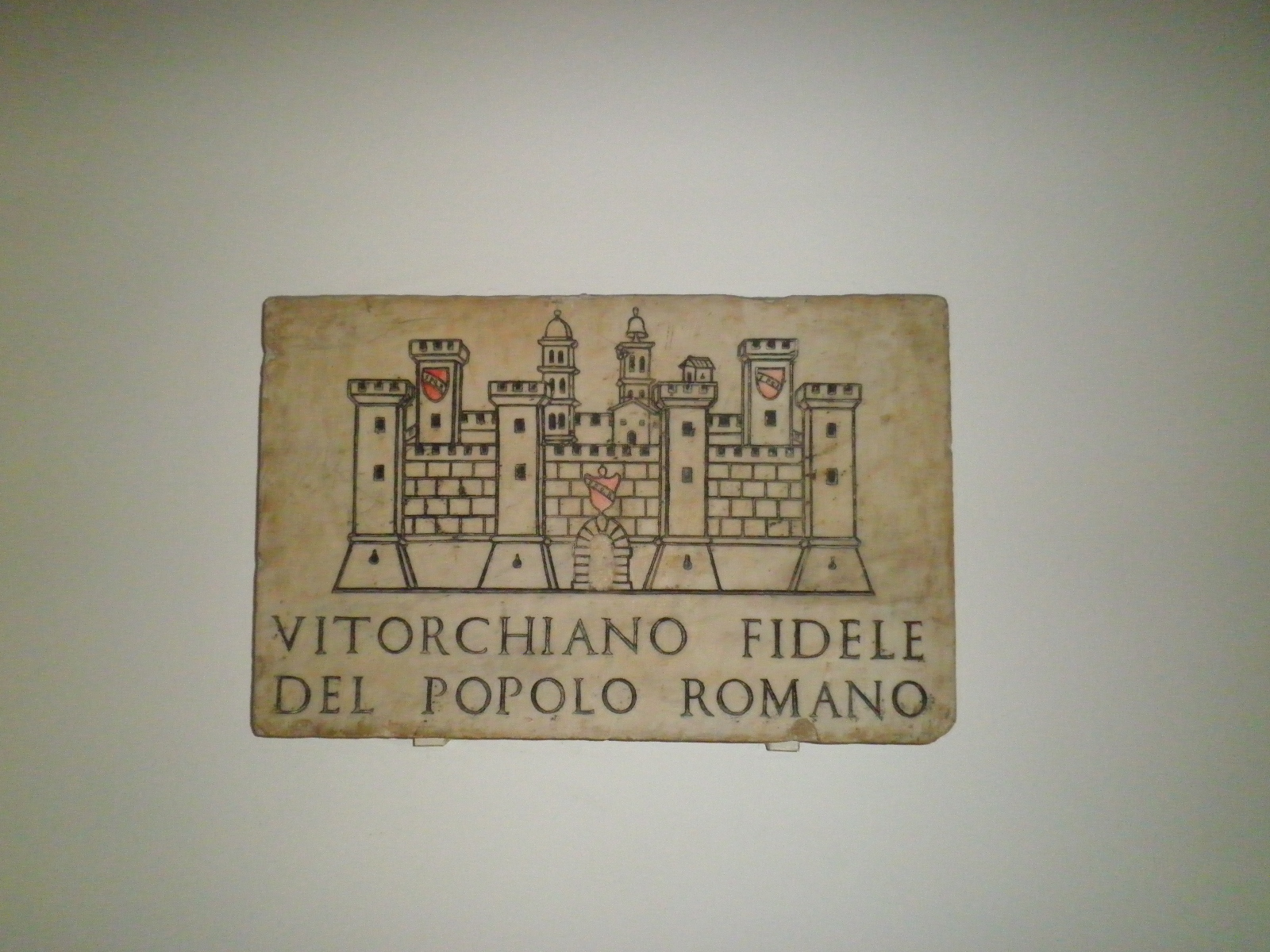
Emblema dei Fedeli di Vitorchiano nella Sala del Carroccio al Campidoglio

## Geografia fisica

### Territorio
Vitorchiano si trova ai piedi dei monti Cimini, proteso verso la verdeggiante valle del Vezza. L'antico borgo, noto per le attività legate all'estrazione ed alla lavorazione del peperino, è adagiato su un banco, fratturato in enormi massi, di questa pietra, con pendii ripidi a strapiombo su due fossi che confluiscono a formare il Rio Acqua Fredda, affluente del Vezza.

### Clima
Classificazione climatica: zona D, 1917 GR/G

## Storia
Il nome Vitorchiano viene fatto derivare da Vicus Orclanus, il che rivelerebbe una presunta dipendenza dal centro di Norchia (o Orcla) presso Vetralla, luogo sacro alla dea etrusca Norzia.
La rupe di Vitorchiano, come è stato accertato da ritrovamenti della fine del secolo scorso, fu sede di un abitato già nell'età del bronzo; la forte posizione dell'insediamento ripropone anche qui la vicenda comune a gran parte dei paesi dell'Etruria meridionale, in cui un florido villaggio del periodo finale dell'età del bronzo (XI secolo a.C.) ne ha preceduto lo sviluppo storico.
Forse occupato in epoca etrusca, castrum romano e poi centro urbano fortificato nella parte più meridionale della Tuscia Longobardorum, Vitorchiano vanta una storia secolare influenzata a lungo dalla politica espansionistica della vicina e potente Viterbo.
Quando nel 1199 Vitorchiano si dichiarò libera da ogni legame con Viterbo il borgo fu assediato dalle milizie viterbesi contro le quali fu invocato l'aiuto di Roma. Nel 1201, Vitorchiano fu liberato dall'assedio e divenne feudo di Roma. Ma i contrasti tra Roma e Viterbo continuarono per tutta la metà del Duecento.
I Fedeli di Vitorchiano
Nel 1232 i Viterbesi si impadronirono del paese e lo devastarono. L'Annibaldi fortificò il borgo con nuove mura che resero Vitorchiano praticamente imprendibile, i Vitorchianesi però non sopportarono il suo governo. Dopo aver inutilmente supplicato Roma di liberarli dal giogo, nel 1267 provvidero a proprie spese a rifondere Giovanni Annibaldi per i costi sostenuti. Quando ormai al senato romano apparve evidente che Vitorchiano era perduto a causa della politica poco lungimirante, avvenne un fatto straordinario: i Vitorchianesi fecero atto solenne e formale di sottomissione a Roma. Il Senato Romano a questa notizia nominò Vitorchiano "Terra Fedelissima all'Urbe", le riconobbe ampie esenzioni fiscali, le consentì di aggiungere al proprio stemma la sigla S.P.Q.R., di fregiarsi della Lupa Capitolina e di usare il motto Sum Vitorclanum castrum membrumque romanum, cioè Vitorchiano, castello e parte di Roma. Il privilegio più importante fu rappresentato dall'onore di fornire gli uomini per la guardia capitolina. Essi furono denominati "Fedeli di Vitorchiano". Questo privilegio è stato costantemente esercitato da Vitorchiano dal 1267 fino ai nostri giorni. Ancora oggi è possibile ammirare la Guardia del Campidoglio nei costumi che, secondo la tradizione, furono disegnati da Michelangelo Buonarroti, nelle manifestazioni ufficiali del comune di Roma come il 21 aprile giorno del Natale di Roma.
La città di Roma conferisce un appannaggio annuale a Vitorchiano tratto dalle imposte comunali che serve a retribuire la Guardia tra i cui compiti c'è anche quello di suonare le particolari trombe romane, dette clarine, in occasione delle principali manifestazioni pubbliche ufficiali, che proprio per questo motivo sono dette tradizionalmente "le clarine di Vitorchiano" e a Roma la frase "suonare le clarine" è divenuta proverbiale e sta a significare chiamare a raccolta il popolo per la lotta.

### Simboli
Lo stemma è stato concesso con DPR del 18 marzo 1960.
Nello stemma è rappresentato su fondo azzurro un castello rosso, munito di una torricella e di porta e finestra di nero; la costruzione è posta su una campagna di verde, caricata delle lettere S P Q R maiuscole d'oro.
Il gonfalone, concesso con DPR del 1º novembre 1960, è un drappo troncato di rosso e di giallo.

## Monumenti e luoghi d'interessi

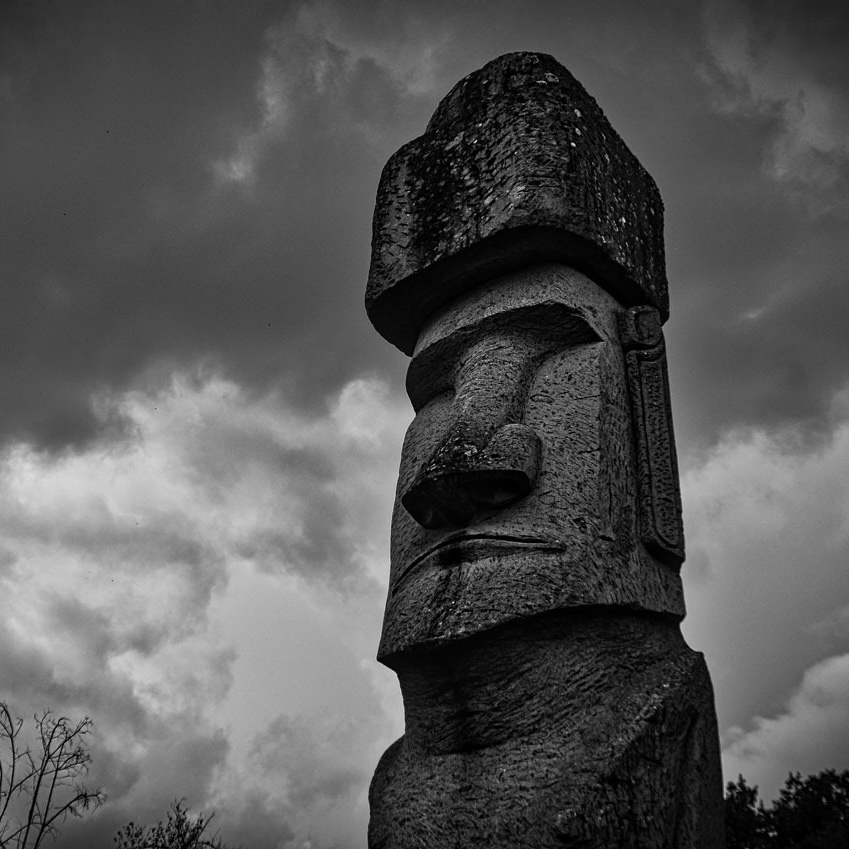
Statua Moai a Vitorchiano

A Vitorchiano si trova una statua moai. Essa è stata scolpita nel 1990 da undici indigeni dell'isola di Pasqua, invitati dalla trasmissione RAI Alla ricerca dell'Arca, a realizzare un programma di “gemellaggio” culturale. Poiché gli originali Moai dell'isola di Pasqua si stavano deteriorando, la televisione di Stato si adoperò per scovare una pietra vulcanica simile a quella delle cave dell'isola di Pasqua per poterne costruire uno nuovo. La trovò proprio qui: un enorme blocco di peperino del peso di trenta tonnellate. Fu scolpito quindi con asce manuali e pietre taglienti.

## Società

### Evoluzione demografica
Abitanti censiti

### Religione
Vitorchiano, nel periodo precedente ai decreti di espulsione della fine del XVI secolo, fu sede di una piccola comunità ebraica.

### Tradizioni e folclore
- Poggiata: escursione pomeridiana nelle campagne sacre al patrono San Michele Arcangelo a maggio. Di solito si svolge nel sabato più vicino al giorno festivo in onore del santo (8 maggio).[senza fonte]
- Il Fidelato e i Fedeli a Roma, cioè un'alleanza con la capitale presente fin dai tempi antichi.[senza fonte]

## Cultura

### Cinema
A Vitorchiano sono state girate alcune scene del film L'armata Brancaleone di Mario Monicelli.
A Vitorchiano sono state girate alcune sequenze del cortometraggio Oh, ma che bel cane, diretto da Francesco Di Mauro e prodotto dalla Ciclope film.

## Economia
Di seguito la tabella storica elaborata dall'Istat a tema Unità locali, intesa come numero di imprese attive, ed addetti, intesi come numero addetti delle unità locali delle imprese attive (valori medi annui).
|             | 2015                  |                              |                            |                |                       |                     | 2014                  |                | 2013                  |                |
| ----------- | --------------------- | ---------------------------- | -------------------------- | -------------- | --------------------- | ------------------- | --------------------- | -------------- | --------------------- | -------------- |
|             | Numero imprese attive | % Provinciale Imprese attive | % Regionale Imprese attive | Numero addetti | % Provinciale Addetti | % Regionale Addetti | Numero imprese attive | Numero addetti | Numero imprese attive | Numero addetti |
| Vitorchiano | 269                   | 1,15%                        | 0,06%                      | 707            | 1,19%                 | 0,05%               | 255                   | 704            | 272                   | 743            |
| Viterbo     | 23.371                |                              | 5,13%                      | 59.399         |                       | 3,86%               | 23.658                | 59.741         | 24.131                | 61.493         |
| Lazio       | 455.591               |                              |                            | 1.539.359      |                       |                     | 457.686               | 1.510.459      | 464.094               | 1.525.471      |

Nel 2015 le 269 imprese operanti nel territorio comunale, che rappresentavano l'1,15% del totale provinciale (23.371 imprese attive), hanno occupato 707 addetti, l'1,19% del dato provinciale (59.399 addetti); in media, ogni impresa nel 2015 ha occupato due persone (2,63).

### Agricoltura
Nel territorio sono presenti prodotti tipici di grande qualità come le castagne, le nocciole, i funghi, pregiati oli di oliva, ottimi vini, formaggi di pecora e di vacca, prosciutti e salumi.

### Artigianato
Questo paese inoltre è un importante centro della stamperia cattolica che tra altro produce biglietti (battesimo, prima comunione) e libretti (ordini di messa). Di tale occupazione sono depositarie le Suore trappiste presenti nel comune, che da oltre un secolo si preoccupano delle arti grafiche della religione cattolica in Italia.

### Attività estrattive
Questa pietra caratteristica costituisce una risorsa specifica del luogo.

## Infrastrutture e trasporti

### Strade
Vitorchiano è servita da uno svincolo con la Strada Statale 675 Umbro-Laziale.
Tramite la Strada Provinciale 23 Valle del Vezza, è collegata a Grotte Santo Stefano, frazione di Viterbo.
Tramite la Strada Provinciale 22, è collegata con La Quercia, frazione di Viterbo.

### Ferrovie
La stazione di Vitorchiano, situata sulla ferrovia Roma-Civitacastellana-Viterbo, si trova nella frazione Il Pallone.

## Amministrazione
Nel 1927, a seguito del riordino delle circoscrizioni provinciali stabilito dal regio decreto n. 1 del 2 gennaio 1927, quando venne istituita la provincia di Viterbo, Vitorchiano passò dalla provincia di Roma a quella di Viterbo.
Amministratori
| Periodo | Periodo   | Primo cittadino   | Partito                               | Carica  | Note |
| ------- | --------- | ----------------- | ------------------------------------- | ------- | ---- |
| 2016    | 2021      | Ruggero Grassotti | Lista civica #insieme per Vitorchiano | Sindaco |      |
| 2021    | in carica | Ruggero Grassotti | Lista civica #insieme per Vitorchiano | Sindaco |      |

### Altre informazioni amministrative
Fa parte della Comunità Montana Cimini.
È uno dei Borghi più belli d'Italia e Bandiera Arancione del Touring club italiano.